# Liptena kamitugensis
Liptena kamitugensis är en fjärilsart som beskrevs av Abel Dufrane 1945. Liptena kamitugensis ingår i släktet Liptena och familjen juvelvingar. Inga underarter finns listade i Catalogue of Life.